# Asterella ludwigii
Asterella ludwigii là một loài rêu trong họ Aytoniaceae. Loài này được Schwägr. Underw. ex Frye & L. Clark mô tả khoa học đầu tiên năm 1937.